# Ommatius hradskyi
Ommatius hradskyi là một loài ruồi trong họ Asilidae. Ommatius hradskyi được Joseph & Parui miêu tả năm 1997. Loài này phân bố ở miền Ấn Độ - Mã Lai.